# تنه استخوان پروانه‌ای
تنه استخوان پروانه‌ای (انگلیسی: Body of sphenoid bone) بخش مرکزی استخوان پروانه‌ای (اسفنوئید) است. تنهٔ استخوان پروانه‌ای حاوی سینوس‌های پروانه‌ای می‌باشد.